# Chemical Reaction
Chemical Reaction (Eigenschreibweise cHEMICAL rEACTION, Kürzel: cRO) ist eine deutsche Demo-Gruppe. Seit ihrer Gründung am 7. Januar 1998 hat Chemical Reaction unter anderem 23 Artpacks, zwei Diskmags, zwei Musikdiscs und diverse Cracktros in Zusammenarbeit mit Gruppen wie Paradox, Divine und CORE veröffentlicht.

## Bekannte Mitglieder
- Kalle Jonsson (* 1985), bekannt unter dem Pseudonym dubmood, ist ein schwedischer Chiptune-Musiker.